# Dobhan
Dobhan (nepalski: दोभान) – gaun wikas samiti w zachodniej części Nepalu w strefie Lumbini w dystrykcie Palpa. Według nepalskiego spisu powszechnego z 2001 roku liczył on 1226 gospodarstw domowych i 6739 mieszkańców (3486 kobiet i 3253 mężczyzn).